# Цилиндрическая поверхность
Цилиндрическая поверхность — поверхность второго порядка, образуемая однопараметрическим семейством параллельных прямых (называемых образующими) и проходящими через точки некоторой кривой (называемой направляющей), лежащей на плоскости, которая не параллельна этим прямым.

## Частные случаи
Самый используемый частный случай цилиндрической поверхности — поверхность прямого кругового цилиндра с осью OZ. Выражается уравнением:
{\displaystyle \ {x^{2}}+\ {y^{2}}=R^{2}},
где R — радиус направляющей окружности.
В более общем случае любое уравнение не более чем второй степени, не зависящее от одной из координат, задаёт цилиндрическую поверхность в трёхмерном евклидовом пространстве, например:
{\displaystyle {\frac {x^{2}}{a^{2}}}+{\frac {y^{2}}{b^{2}}}=1};
{\displaystyle {\frac {x^{2}}{a^{2}}}-{\frac {y^{2}}{b^{2}}}=1};
{\displaystyle \ y^{2}=2px} и т.д.
Однако цилиндры могут быть описаны далеко не только уравнениями такого рода.

## Связанные определения
- Тело, ограниченное цилиндрической поверхностью и двумя параллельными плоскостями, которые перпендикулярны ей, называется цилиндром.

- Тело, ограниченное только цилиндрической поверхностью, называют бесконечным цилиндром.

## Вариации и обобщения
- Цилиндрические поверхности являются частным случаем линейчатых поверхностей.